# زي نوم
لباس النوم هو لباس مصمم ليرتدى خلال النوم. ويتغير تصميم لباس النوم مع كل موسم. فالألبسة الدافئة ترتدى في الطقس البارد. تصمم بعض الألبسة لتكون جذابة بصرياً أو مثيرة بالإضافة إلى دفئها.
أمثلة على أنواع ملابس النوم:
- بيبي دول: قصير، بدون اكمام فضفاض، أو عباءة فضفاضة كثوب نوم، مصممة عموما للشابات.
- بطانية النوم: ثوب النوم الدافئ لالرضع ولصغار الأطفال.
- قميص: عندما تستخدم كملابس للنوم، تكون دقيقة، وعادة ما تكون استفزازية، فضفاضة، بلا أكمام، مثل الملابس الداخلية، على غرار البيبي دول، ولكن أكثر تشددا عند الوركين.
- عباءة: فضفاضة، وملابس نوم للمرأة مثيرة عادة ما تكون مصنوعة من أقمشة شبه شفافة مع الدانتيل أو المواد الأخرى الجميلة.
- ثوب النوم: نوم فضفاض متدلي للمرأة، وعادة مصنوع من القطن أوالحرير أو الساتان، أو النايلون.
- قميص نوم: ملابس فضفاضة، وأطول من القميص العادية.
- الخمرة: وهو يشمل القبعة المصنوعة من القماش الدافئة ترتدى أحيانا من قبل النساء أو الرجال مع ثوب النوم.
- الرداء: وهو الثوب الخارجي الطويل للسيدات مجرد عادة ومصنوع من الشيفون. تباع عادة مع ثوب النوم أو سراويل ملائمة ولكن غالبا ما يتم ارتداؤه من دون ملابس داخلية.
- منامة: ملابس فضفاضة من قطعتين للرجال والنساء والأطفال. تصنع من القطن أوالحرير أو الساتان أو المواد الاصطناعية.

## العادات والتقاليد
ووفقا لمسح 2004 الولايات المتحدة، 13 ٪ من الرجال يرتديون المنامات، في حين أن 31 ٪ منهم يرتدون الملابس الداخلية و 31 ٪ ينامون عراة. أم بين النساء، 55 ٪ يرتدين ملابس نوم أوقمصان النوم، والتي حسبت في نفس الخيار:
| ما ترتديه للنوم              | الرجال | المرأة | الكل |
| ---------------------------- | ------ | ------ | ---- |
| لا شيء / عارية               | 31     | 14     | 22   |
| الملابس الداخلية             | 31     | 2      | 16   |
| ثوب النوم / نوم              | 13     | 55     | 34   |
| السراويل القصيرة / تي شيرت   | 21     | 25     | 23   |
| البلوز / سروال عرقsweatpants | 1      | 2      | 1    |
| شيء آخر                      | 3      | 1      | 2    |
| لا يوجد خيار                 | 1      | 1      | 1    |